# Sam Crome
Sam Crome (Bendigo, 16 december 1993) is een Australisch voormalig wielrenner.

## Carrière
In 2016 werd Crome zevende op het Oceanisch wegkampioenschap, op ruim drie minuten van winnaar Sean Lake. Later dat jaar behaalde hij zijn eerste profoverwinning door de sprint met zes in de laatste etappe van de Ronde van Japan te winnen. In januari 2017 won hij de tweede etappe in de New Zealand Cycle Classic, waardoor hij naar de tweede plaats in het algemeen klassement steeg. Later dat jaar won hij het bergklassement van de Ronde van Hainan.
In februari 2018 won Crome de laatste etappe in de Herald Sun Tour door de sprint van een groep van minder dan twintig renners te winnen.

## Overwinningen
2016
8e etappe Ronde van Japan
2017
2e etappe New Zealand Cycle Classic
Bergklassement Ronde van Hainan
2018
4e etappe Herald Sun Tour

## Ploegen
- 2016 –  Avanti IsoWhey Sports
- 2017 –  IsoWhey Sports SwissWellness
- 2018 –  Bennelong SwissWellness Cycling Team
- 2019 –  Team Ukyo
- 2020 –  Team Ukyo
- 2021 –  St George Continental Cycling Team
- 2022 –  St George Continental Cycling Team
- 2023 –  St George Continental Cycling Team (t/m 10-8)

Aitcheson · Cooper · Crome · Giacoppo · F.Gough · R.Gough · Hamilton · Hucker · Karwowski · Lake · Lane · Mudgway · O'Brien · O'Connor · Shaw · Stevenson · van der Ploeg · Zenovich
Bayly · Bowden · Christie-Johnson · Cooper · Crome · Davids · Elliott · Freiberg · Giacoppo · Harper · Lake · Lea · Porter · Roe · D. Sunderland · S. Sunderland · Toovey · Von Hoff · Ward
Bettles · Cavanagh · Crome · Dutton · Gandy · Harvey · Hamish Keast · Kennett · O'Donnell · Reardon · Vink · Zenovich
Crome · Dutton · Harvey · Ivory · Jones · Keast · Kergozou · Mawditt · Nankervis · Nisbet · Pithie · Reardon · Walters
Aitken · Borrie · Buttigieg · Cooper · Crome · Fleming · Galea · Harrigan · Haydon-Smith · Ivory · Kergozou · Ludman · Mawditt · McGovern · McInnes · Medway · Pithie · Reardon · Rees · Rice · Sens · Short · Sunderland